# Jess Thorup
Jess Thorup (Odense, 21 februari 1970) is een Deens voetbalcoach en voormalig profvoetballer. Sinds oktober 2023 is hij actief als hoofdtrainer bij FC Augsburg.

## Spelerscarrière
Thorup debuteerde in 1989 als profspeler bij het Deense Odense BK, waar hij eerder al als jeugdspeler actief was. Later speelde hij ook nog voor het Duitse KFC Uerdingen 05, het Oostenrijkse FC Wacker Tirol, het Deense Esbjerg fB en het Noorse HamKam.

## Trainerscarrière

### Esbjerg fB
Thorup startte in 2006 als assistent-coach bij Esbjerg fB. Eind 2008 was hij gedurende drie wedstrijden hoofdcoach ad interim na het ontslag van hoofdcoach Troels Bech. Bij de aanstelling van diens opvolger Ove Pedersen nam hij zijn functie van assistent-coach opnieuw op. Toen Pedersen in 2011 ontslagen werd, werd Thorup de nieuwe hoofdcoach. Hij bleef dat tot in 2013.

### Deens nationaal jeugdelftal
Tussen 2013 en 2015 was Thorup coach van de Deense nationale jeugdelftallen U20 en U21.

### FC Midtjylland
In 2015 werd Thorup coach van FC Midtjylland. In het seizoen 2017/18 veroverde hij met Midtjylland de Deense landstitel.

### KAA Gent
Op 10 oktober 2018 werd Thorup voorgesteld als nieuwe hoofdcoach van KAA Gent. Hij volgde er de twee dagen eerder ontslagen Yves Vanderhaeghe op. Hij tekende een contract voor drie seizoenen. Thorup leidde Gent dat seizoen naar de vijfde plaats in de rangschikking en de bekerfinale, die verloren werd. Het daaropvolgende seizoen 2019/20 won hij met KAA Gent de groepsfase van de Europa League. In de 1/16e finales werd Gent uitgeschakeld door AS Roma. Het wegens de Coronacrisis vervroegd stopgezette seizoen werd afgesloten op de tweede plaats. Op 20 augustus 2020 werd bekendgemaakt dat Gent hem ontsloeg na een tegenvallende seizoensstart.

### KRC Genk
Op 24 september 2020 werd Thorup aangekondigd als nieuwe hoofdcoach van KRC Genk, in opvolging van de eerder ontslagen Hannes Wolf. Hij maakte zijn debuut als Genkse trainer op maandag 28 september in de thuiswedstrijd tegen KV Oostende, deze wedstrijd eindigde op een 2-2 gelijkspel. Na ook nog een gelijkspel tegen Waasland-Beveren won Genk onder Thorup drie keer op rij (tegen Sporting Charleroi, AA Gent en KAS Eupen). Thorup loodste Genk op die manier weer naar de subtop.
Op zondag 1 november 2020 doken de eerste berichten op dat FC Kopenhagen nadrukkelijk aan de mouw van Thorup zou trekken. Genk liet zondagmiddag weten dat het de interesse van Kopenhagen in Thorup bevestigde en dat er nog gesprekken gevoerd moesten worden met Thorup en zijn entourage om hierover een duidelijk standpunt te kunnen innemen. Een dag later was de overgang al helemaal rond. Thorup, die naar eigen zeggen "vanaf de eerste dag een goed gevoel bij Genk had, maar de kans om trainer te worden van de grootste club in Scandinavië maar één keer in zijn leven zou krijgen", verliet Genk zo na amper 39 dagen.

### FC Kopenhagen
Thorup werd bij Kopenhagen de opvolger van Ståle Solbakken, die er van 2013 tot 2020 trainer was. Bij zijn komst stond Kopenhagen na zeven wedstrijden slechts achtste in de Superligaen, weliswaar slechts vier punten achter leider SønderjyskE. In december 2020 klom Kopenhagen naar de bovenste helft van het klassement. De club eindigde uiteindelijk vierde in de reguliere competitie. In de play-offs sprong Kopenhagen over Aarhus GF naar de derde plaats, waardoor de club zich plaatste voor de tweede voorronde van de nagelnieuwe Conference League.
In de zomer van 2021 werd Mohamed Daramy, die voor twaalf miljoen euro verkocht werd aan AFC Ajax, de duurste uitgaande transfer aller tijden van Kopenhagen. De Deen was Kopenhagen daarvoor nog wel van dienst geweest in de Conference League-voorrondes: in de derde voorronde was hij in de 4-2-thuiszege tegen Lokomotiv Plovdiv goed voor een goal en twee assists, en in de play-offronde was hij in de 5-0-thuiszege tegen Sivasspor was hij goed voor een goal. Kopenhagen plaatste zich voor het hoofdtoernooi van de allereerste Conference League, waar het groepswinnaar werd voor PAOK Saloniki, Slovan Bratislava en Lincoln Red Imps.  
In maart 2022 sneuvelde Kopenhagen, dat in de winter Jonas Wind voor eveneens twaalf miljoen euro had verkocht aan VfL Wolfsburg, in de achtste finale van de Conference League tegen PSV. In eigen land eindigde Kopenhagen in diezelfde maand maart eerste in de reguliere competitie. De club kraakte niet tijdens de play-offs en verzekerde zich op 22 mei 2022 van de veertiende landstitel.
Thorup leidde de club in augustus 2022 voorbij Trabzonspor naar de groepsfase van de Champions League, maar nam in eigen land wel een slechte start: Kopenhagen verloor zes van zijn tien eerste competitiewedstrijden en stond na tien speeldagen al tien punten achter op leider Randers FC, waardoor de club zijn slechtste competitiestart ooit kende. Op 20 september 2022 zette Kopenhagen hem dan ook aan de deur.

### FC Augsburg
Op 15 oktober 2023 kondigde FC Augsburg aan dat Thorup de opvolger was van de ontslagen Enrico Maasen. De club was met 5 op 21 aan het seizoen begonnen en stond na zeven speeldagen vijftiende in de Bundesliga, amper een punt boven de degradatiestreep.

## Trivia
- In zijn eerste maanden dat hij actief was als coach in België stond Thorup erom bekend altijd een korte broek te dragen, zelfs bij zeer koude wintertemperaturen.[13]